# Zinnia maritima
Zinnia maritima là một loài thực vật có hoa trong họ Cúc. Loài này được Carl Sigismund Kunth mô tả khoa học đầu tiên năm 1818.

## Phân bố
Loài bản địa Mexico, nhưng đã du nhập vào Hawaii.

## Các thứ
- Z. maritima var. maritima (nguyên chủng, đồng nghĩa: Crassina maritima Kuntze, 1891): Mexico.[4]
- Z. maritima var. palmeri (A.Gray) B.L.Turner, 1990[5] (đồng nghĩa: Z. palmeri A.Gray, 1886): Hawaii.[6]